# Easterton
 (septembre 2023).
Easterton est une paroisse civile et un village du Wiltshire, en Angleterre.